# Saleem Zaroubi

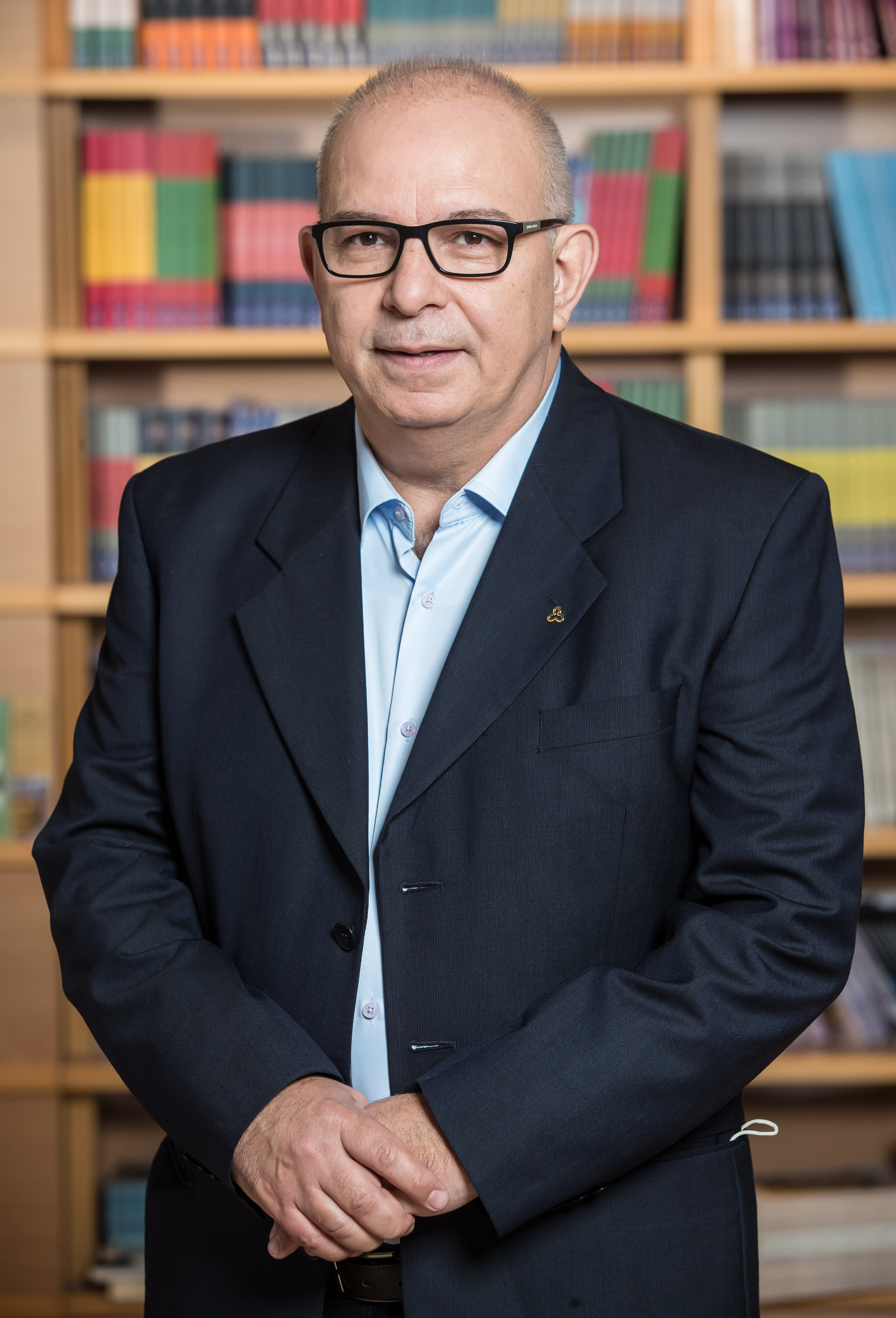
Saleem Zaroubi

Saleem Zaroubi (Nazareth, 14 oktober 1963) is een sterrenkundige en kosmoloog.

## Loopbaan
Zaroubi promoveerde in 1995 aan de Universiteit van Jeruzalem. Van 1994 tot 2003 was hij achtereenvolgens onderzoeker aan de Universiteit van Californië, bij het Hadassah Hebreeuwse Universiteit Hospitaal in Jeruzalem en bij het Max Planck Instituut voor Astrofysica in Garching. In 2004 kwam hij naar Nederland, waar hij aan het Kapteyn Instituut als universitair docent aan de slag kon. In 2006 werd hij daar universitair hoofddocent.
Sinds 2010 is hij hoogleraar aan het Kapteyn Instituut van de Rijksuniversiteit Groningen. Tevens is hij werkzaam aan LOFAR. Hij onderzoekt de vorming en evolutie van grootschalige structuren in het universum met een focus op herionisatie.